# 김혁 (1981년)
김혁(1981년 6월 11일 ~ )은 대한민국의 배우이다.

## 학력
- 동국대학교 체육교육학과

## 출연 작품

### 드라마 & 시트콤
- 《논스톱 5》 (MBC, 2004년)
- 《해변으로 가요》 (SBS, 2005년)
- 《기담전설 2 - 소름》 (E채널, 2009년) - 혁 역
- 《오작교 형제들》 (KBS2, 2011년~2012년) - 황창훈 역
- 《빠스껫 볼》 (tvN, 2013년) - 김혁 역
- 《동네의 영웅》 (OCN, 2016년)

### 영화
- 《반창꼬》 (2012년) - 용대(구조대원) 역
- 《어떤살인》 (2015년) - 김 형사 역

### 방송
- 《출발드림팀 시즌 2》 (KBS2, 2013년)
- 《우리동네 예체능》 (KBS2, 2013년)
- 《리얼 스포츠 투혼》 (KBS2, 2014년)
- 《버저비터》 (tvN, 2017년)

## 연극
- 《너와 함께라면》 (2012년) - 남자친구의 아들 역